# توماس دوايت
توماس دوايت (بالإنجليزية: Thomas Dwight)‏ هو عالم تشريح أمريكي، ولد في 13 أكتوبر 1843 في بوسطن في الولايات المتحدة، وتوفي في 8 سبتمبر 1911 في Nahant, Massachusetts ‏ في الولايات المتحدة.